# 松山‐ブリュンヌ逆転

新生代後期（鮮新世以降）の地磁気極性。黒い箇所は現在と同じ極性、白い部分は現在と逆の極性。数字の単位は百万年で、0.78が松山-ブリュンヌ逆転にあたる。

松山-ブリュンヌ逆転（まつやま-ブリュンヌぎゃくてん、英語: Brunhes–Matuyama reversal）は、約77万年前に起きた地磁気逆転現象である。
地磁気編年（英語: geomagnetic chronology）において、現在から松山-ブリュンヌ逆転までをブリュンヌ期、松山-ブリュンヌ逆転から約258万年前までを松山期とよぶ。名称は2人の地球物理学者松山基範、ベルナール・ブリュンヌに由来する。